# 189 Dywizja Piechoty (III Rzesza)
189 Dywizja Piechoty (niem. 189. Infanterie-Division) – niemiecka dywizja z czasów II wojny światowej, sformowana na mocy rozkazu z 8 października 1944, poza falą mobilizacyjną w Kassel w IX Okręgu Wojskowym.

## Struktura organizacyjna
- Struktura organizacyjna w październiku 1944 roku:

1212., 1213. i 1214. pułk grenadierów, 1089. pułk artylerii, 1089. batalion pionierów, 1089. batalion fizylierów, 1089. oddział przeciwpancerny, 1089. oddział łączności, 1089. polowy batalion zapasowy;

## Dowódcy dywizji
- Generalmajor Ernst von Bauer 1 X 1944 – 27 X 1944;
- Generalmajor Joachim Degener 27 X 1944 – 15 XI 1944;
- Generalmajor Eduard Zorn 15 XI 1944 – 4 II 1945;
- Generalmajor Eduard Zorn 24 II 1945 – 8 IV 1945;